# Crime de guerra

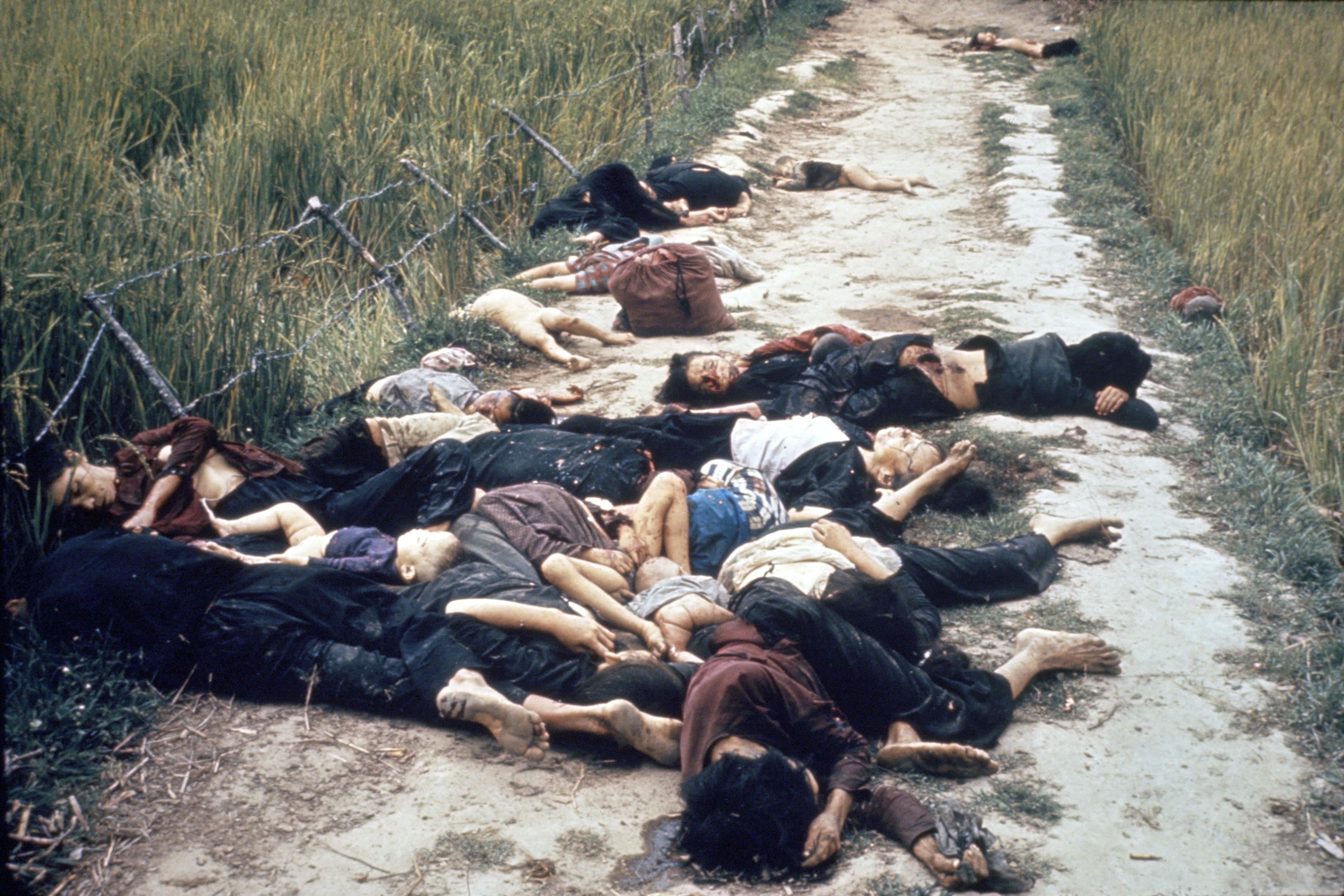
O massacre de Mỹ Lai.

Um crime de guerra é uma violação do direito internacional ocorrida em guerras, principalmente com violação dos direitos humanos. Os crimes de guerra são definidos por acordos internacionais, incluindo as Convenções de Genebra e, de maneira particular, o Estatuto de Roma (no artigo 8), gerindo as competências da Corte Penal Internacional (CPI).
De uma maneira geral, um ato é definido como um crime de guerra a partir do momento em que uma das partes em conflito ataca voluntariamente objetivos (tanto humanos como materiais) não militares. Um objetivo não militar compreende civis, prisioneiros de guerra e feridos.
O desrespeito dos tratados internacionais, como as Convenções de Genebra, é igualmente considerado como crime de guerra. No Brasil, esse tipo de crime é um dos que podem receber uma pena de morte, mas mesmo assim, apenas em caso de guerra.
A Convenção de Genebra (1949) instituiu uma lista de crimes de guerra - atos cometidos durante conflitos militares que são condenáveis e proibidos. Alguns dos atos considerados crimes de guerra são: utilizar gás venenoso, lançar ataques propositalmente contra civis, privar prisioneiros de guerra de um julgamento justo, torturar prisioneiros de guerra e pegar reféns entre a população civil.

## Exemplos

### Segunda Guerra Mundial

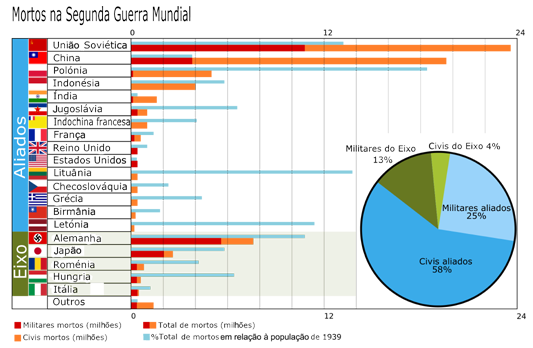
Mortes durante a Segunda Guerra por país.

As estimativas para o total de mortos na guerra variam, pois muitas mortes não foram registradas. A maioria sugere que cerca de 60 milhões de pessoas morreram no conflito, incluindo cerca de 20 milhões de soldados e 40 milhões de civis. Somente na Europa, houve 36 milhões de mortes, sendo a metade de civis. Muitos civis morreram por causa de doenças, fome, massacres, bombardeios e genocídios deliberados. A União Soviética perdeu cerca de 27 milhões de pessoas durante a guerra, quase metade de todas as mortes da Segunda Guerra Mundial. Um em cada quatro cidadãos soviéticos foram mortos ou feridos nesse conflito.
Do total de óbitos na Segunda Guerra Mundial cerca de 85 por cento, na maior parte soviéticos e chineses, foram do lado dos Aliados e 15 por cento do lado do Eixo. Muitas dessas mortes foram causadas por crimes de guerra cometidos pelas forças alemãs e japonesas nos territórios ocupados. Estima-se que entre 11 e 17 milhões de civis morreram como resultado direto ou indireto das políticas ideológicas nazistas, incluindo o genocídio sistemático de cerca de seis milhões de judeus durante o Holocausto, juntamente com mais cinco milhões de ciganos, eslavos, homossexuais e outras minorias étnicas e grupos minoritários. Aproximadamente 7,5 milhões de civis morreram na China durante a ocupação japonesa e os sérvios foram alvejados pela Ustaše, organização croata alinhada ao Eixo.
A atrocidade mais conhecida cometida pelo Império do Japão foi o Massacre de Nanquim, na qual centenas de milhares de civis chineses foram estuprados e assassinados. Entre 3 milhões e 10 milhões de civis, a maioria chineses, foram mortos pelas forças de ocupação japonesas. Mitsuyoshi Himeta registrou 2,7 milhões de vítimas durante a política conhecida como Sanko Sakusen. O general Yasuji Okamura implementou a política em Heipei e Shandong.

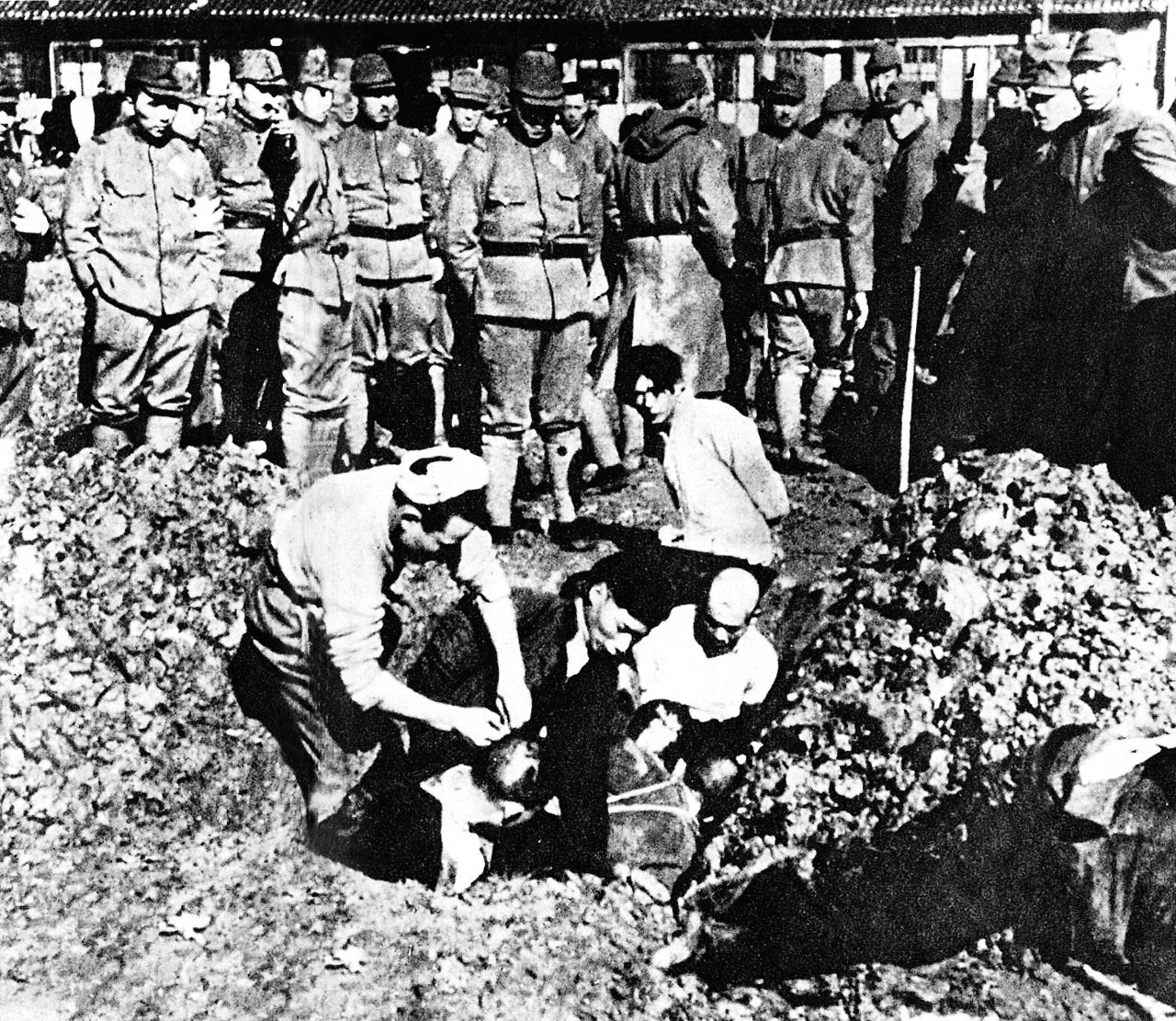
Civis chineses sendo enterrados vivos por soldados japoneses durante o Massacre de Nanquim.

As forças do Eixo fizeram uso de armas biológicas e químicas. Os italianos usaram gás mostarda durante a conquista da Abissínia, enquanto o Exército Imperial Japonês usou vários tipos de armas biológicas durante a invasão e ocupação da China e nos conflitos iniciais contra os soviéticos. Tanto os alemães quanto os japoneses testaram tais armas contra civis e, em alguns casos, sobre prisioneiros de guerra. A Alemanha nazista e o Império Japonês  realizaram experiências utilizando seres humanos como cobaias (ver: Experimentos humanos nazistas e Unidade 731) Temendo punições, vários criminosos de guerra fugiram da Europa após término do conflito. As rotas de fuga usadas por estes criminosos ficaram conhecidas como as "linhas de ratos" (Ratlines).
Embora muitos dos atos do Eixo tenham sido levados a julgamento nos primeiros tribunais internacionais, muitos dos crimes causados pelos Aliados não foram julgados. Entre os exemplos de ações dos Aliados estão as transferências populacionais na União Soviética e o internamento de estadunidenses-japoneses em campos de concentração nos Estados Unidos; a Operação Keelhaul, a expulsão dos alemães após a Segunda Guerra Mundial, os estupros em massa de mulheres alemãs pelo Exército Vermelho Soviético; o Massacre de Katyn cometido pela União Soviética, para o qual os alemães enfrentaram contra-acusações de responsabilidade. O grande número de mortes por fome também pode ser parcialmente atribuído à guerra, como a fome de 1943 em Bengala e a fome de 1945 no Vietnã.
Também tem sido sugerido como crimes de guerra por alguns historiadores o bombardeio em massa de áreas civis em território inimigo, incluindo Tóquio e mais notadamente nas cidades alemãs de Dresden, Hamburgo e Colônia pelos Aliados ocidentais, que resultou na destruição de mais de 160 cidades e matou um total de mais de 600 mil civis alemães.
Os bombardeamentos de Hiroshima e Nagasaki foram ataques nucleares ocorridos no final da Segunda Guerra Mundial contra o Império do Japão realizados pela Força Aérea dos Estados Unidos da América na ordem do presidente americano Harry S. Truman nos dias 6 de agosto e 9 de agosto de 1945. Após seis meses de intenso bombardeio em 67 outras cidades japonesas, a bomba atômica "Little Boy" caiu sobre Hiroshima numa segunda-feira. Três dias depois, no dia 9, a "Fat Man" caiu sobre Nagasaki. Historicamente, estes são até agora os únicos ataques onde se utilizaram armas nucleares. As estimativas do primeiro massacre por armas de destruição maciça sobre uma população civil apontam para um número total de mortos a variar entre 140 mil em Hiroshima e 80 mil em Nagasaki, sendo algumas estimativas consideravelmente mais elevadas quando são contabilizadas as mortes posteriores devido à exposição à radiação. A maioria dos mortos eram civis.
As explosões nucleares, a destruição das duas cidades e as centenas de milhares de mortos em poucos segundos levaram o Império do Japão à rendição incondicional em 15 de agosto de 1945, com a subsequente assinatura oficial do armistício em 2 de setembro na baía de Tóquio e o fim da II Guerra Mundial.
Os Estados Unidos nunca foram julgados por estes genocídios e crimes de guerra em Hiroshima e Nagasaki.

### Ruanda
Em 6 de abril de 1994, Juvénal Habyarimana e Cyprien Ntaryamira, o presidente do Burundi, foram assassinados quando o seu avião foi atingido por fogo quando aterrissava em Kigali. Durante os três meses seguintes, os militares e milicianos ligados ao antigo regime mataram cerca de 800 mil tútsis e hutus oposicionistas, naquilo que ficou conhecido como o Genocídio de Ruanda. Entretanto, Frente Patriótica Ruandesa (FPR), sob a direção de Paul Kagame ocupou várias partes do país e, em 4 de Julho entrou na capital Kigali, enquanto tropas francesas de manutenção da paz ocupavam o sudoeste, durante a “Opération Turquoise”. Ainda trabalha-se para julgar os culpados pelo massacre de Ruanda. Até 2001, 3 mil foram julgados, com quinhentas penas máximas de prisão perpétua.
Dois filmes ajudam a entender a amplitude do conflito e a interferência internacional durante a formação, o decorrer e o fim do Genocídio, o primeiro é "Hotel Ruanda", que conta a história de um hoteleiro chamado Paul Rusesabagina, que enfrenta a difícil tarefa de defender sua família e amigos tútsis, da repressão hutu, e acaba por abrigar diversos refugiados, em miséria e pavor, em seu hotel antes destinado aos turistas e missionários na região. A história é baseada em acontecimentos reais. O segundo filme, "Aperte as mãos do diabo", é uma adaptação da autobiografia do general Romeo Dallaire, comandante das forças canadenses e da missão de paz ao Ruanda. O filme conta a jornada de Dallaire no genocídio de 1994 em Ruanda, e de como seu pedido de mais ajuda à Organização das Nações Unidas foi ignorado. Uma curiosidade é que ambos os filmes destacam a tentativa estado-unidense, apoiada pelos britânicos, de impedir a veiculação do termo genocídio, o qual obrigaria uma intervenção internacional com a participação tanto dos EUA, quanto do Reino Unido.